# Deutschherrnviertel

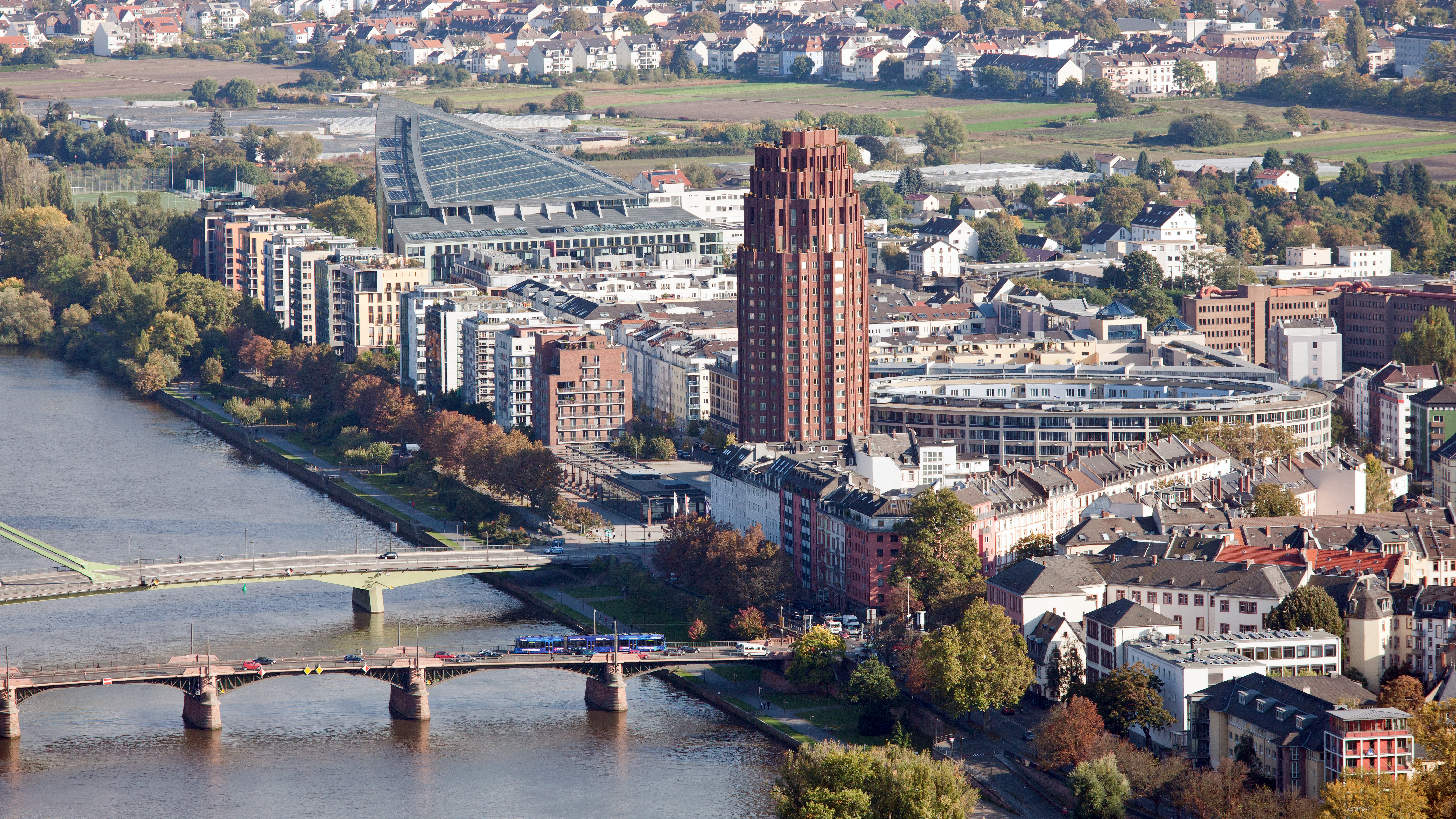
Das Deutschherrnviertel im Jahr 2012, Ansicht vom Main Tower. Im Vordergrund die Ignatz-Bubis-Brücke, dahinter markiert die Flößerbrücke den Beginn des Stadtviertels.

Das Deutschherrnviertel oder Stadtviertel Alter Schlachthof ist ein seit den 1990er Jahren neu aufgebautes Stadtquartier im Osten des Frankfurter Stadtteils Sachsenhausen-Nord. Es liegt am südlichen Mainufer, dem Deutschherrnufer, zwischen der Deutschherrnbrücke und der Flößerbrücke. Das gemischte Wohn- und Gewerbegebiet befindet sich auf dem Gelände des ehemaligen Frankfurter Schlacht- und Viehhofs.

## Lage und Bebauung
Das ca. 700 × 200 m große Gelände wird im Süden begrenzt von der Gerbermühlstraße, einer mehrspurigen Ausfallstraße (B 43), im Westen von dem auf die Flößerbrücke zulaufenden Wasserweg und im Osten von der über die Deutschherrnbrücke führenden Bahnlinie. Das Mainufer am nördlichen Rand ist zur begrünten Promenade ausgebaut. Auf der gegenüberliegenden Mainseite befindet sich auf dem Gelände der ehemaligen Großmarkthalle der Neubau der Europäischen Zentralbank (EZB).
Am westlichen Ende des Deutschherrnviertels bilden zwei auffällige Solitärbauten in einer großen Platzfläche den Übergang zur vorhandenen Sachsenhäuser Bebauung: Das 24-geschossige Hochhaus Main Plaza beherbergt eine Kombination von Hotel und Apartments. Es entstand 1998 bis 2002 nach Plänen von Hans Kollhoff und ist 88 Meter hoch. Das siebengeschossige Büro- und Wohngebäude Colosseo mit ovalem, ringförmigen Grundriss, ca. 125 × 85 m, war von 2005 bis 2009 Hauptsitz der Frankfurter Rundschau. Der umgebende Walther-von-Cronberg-Platz ist nach Walther von Cronberg benannt, Hochmeister des Deutschen Ordens im 16. Jahrhundert. Am nördlichen Platzrand steht ein flacher, mit dem Hochhaus unterirdisch verbundener Pavillon. Östlich schließt sich entlang des Deutschherrnufers bis zur Deutschherrnbrücke eine Reihe aus zwölf einzelstehenden, achtgeschossigen Punkthäusern an. Sie werden überwiegend als Wohnhäuser genutzt, der östlichste dieser „Solitäre“ ist als reines Bürogebäude Sitz der Deutschen Stiftung Organtransplantation. 
Zwischen der in Ost-West-Richtung durch das Viertel verlaufenden Straße Zum Laurenburger Hof und der Gerbermühlstraße wurden vier große Blockrandbebauungen errichtet, außerdem das auf dreieckigem Grundriss erbaute Bürogebäude Main Triangel. Mit seiner einem Schiffsbug ähnelnden, von 6 auf 15 Geschosse ansteigenden Spitze bildet es im Osten den Abschluss des Viertels. Sein Hauptmieter ist seit 2009 die Oberfinanzdirektion Frankfurt am Main.
Der im Osten an das Deutschherrnviertel anschließende Geländestreifen entlang des Mainufers ist als Teil des Frankfurter Grüngürtels ein Landschaftsschutzgebiet.

Mainuferpromenade und Deutschherrnviertel, Ansicht von der Flößerbrücke
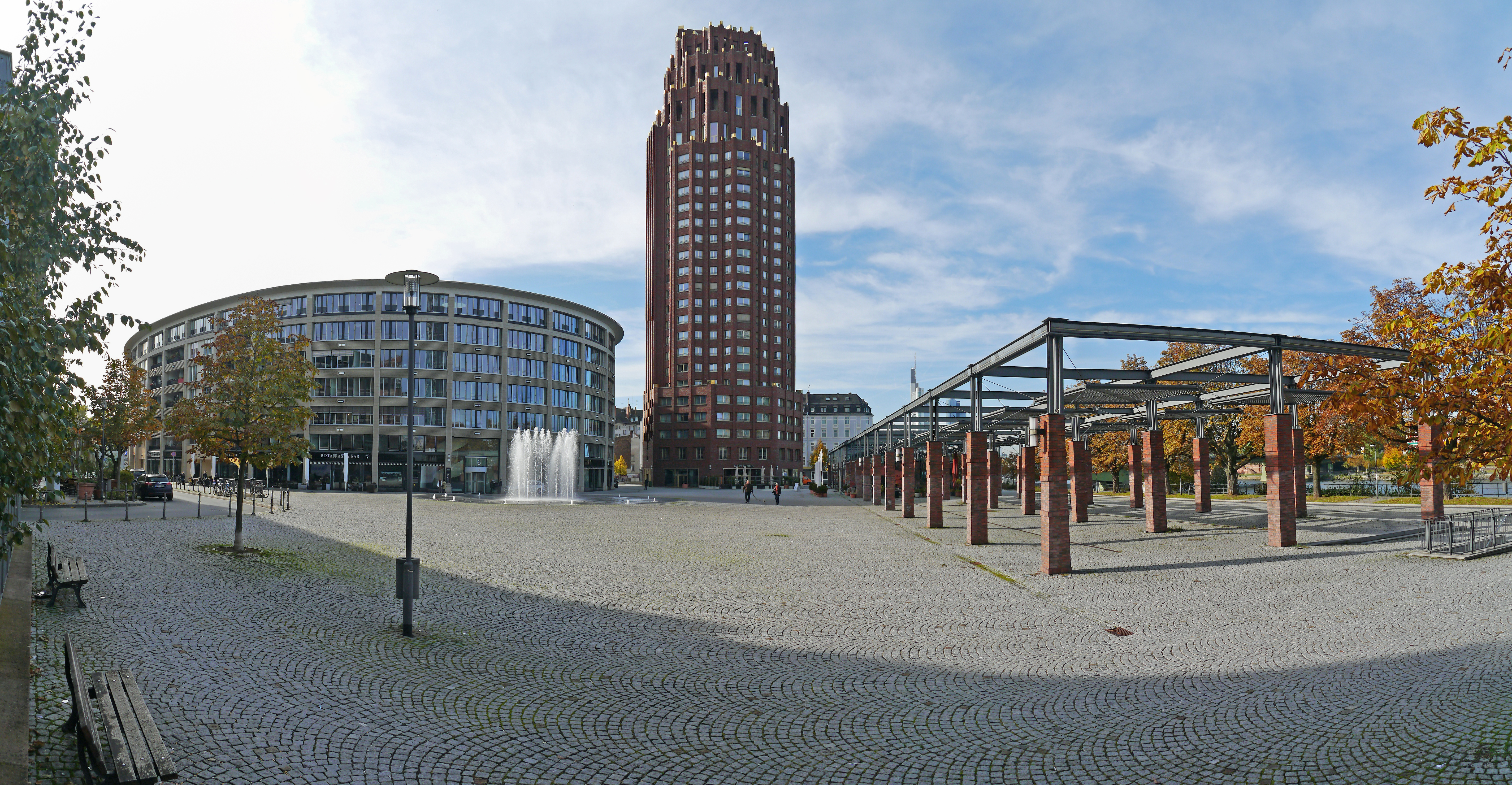
Walther-von-Cronberg-Platz mit Colosseo, Main Plaza und dem Pavillon (rechts)
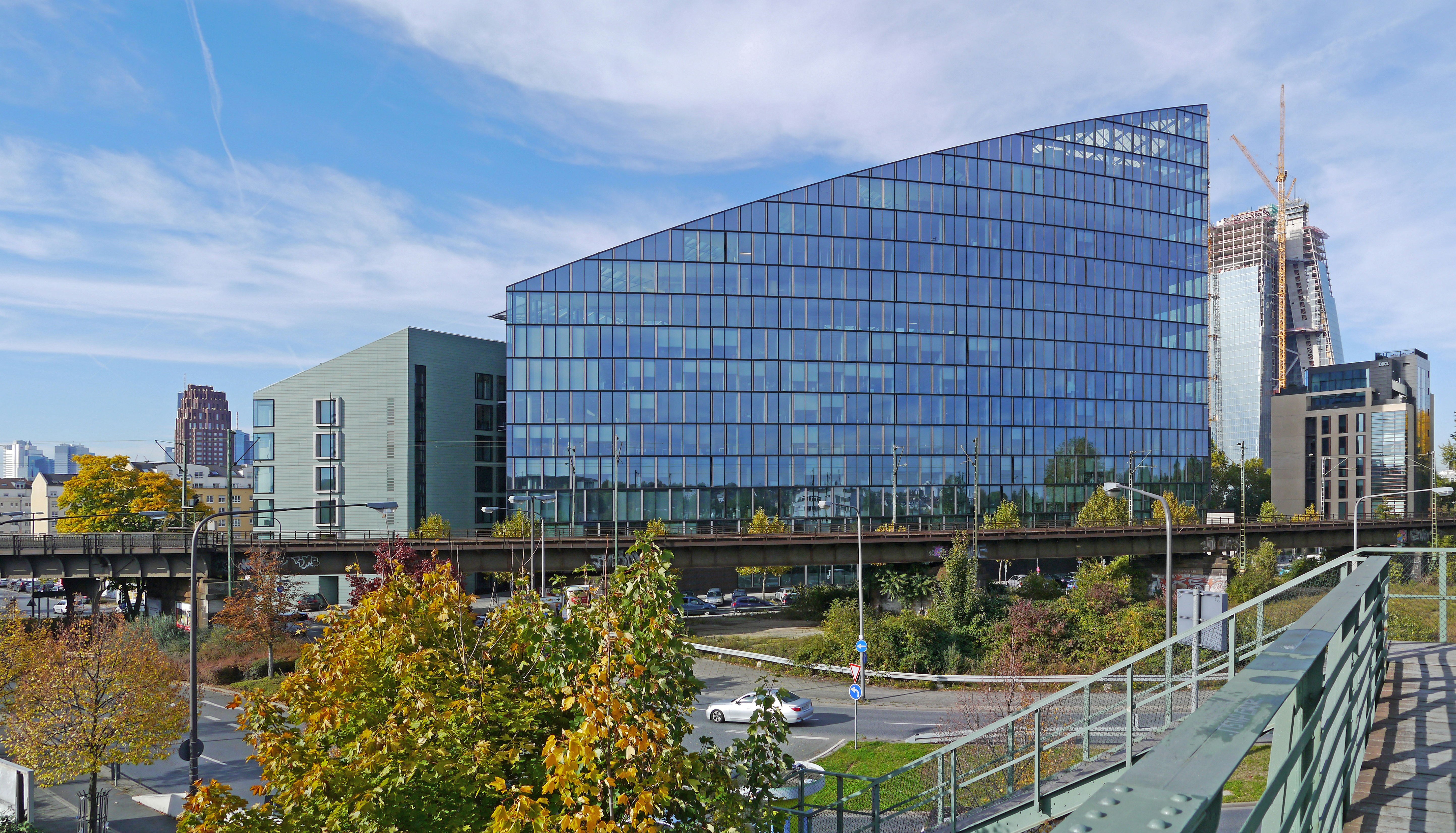
Main Triangel, von Süden, mit der Baustelle der EZB im Hintergrund (Oktober 2012)
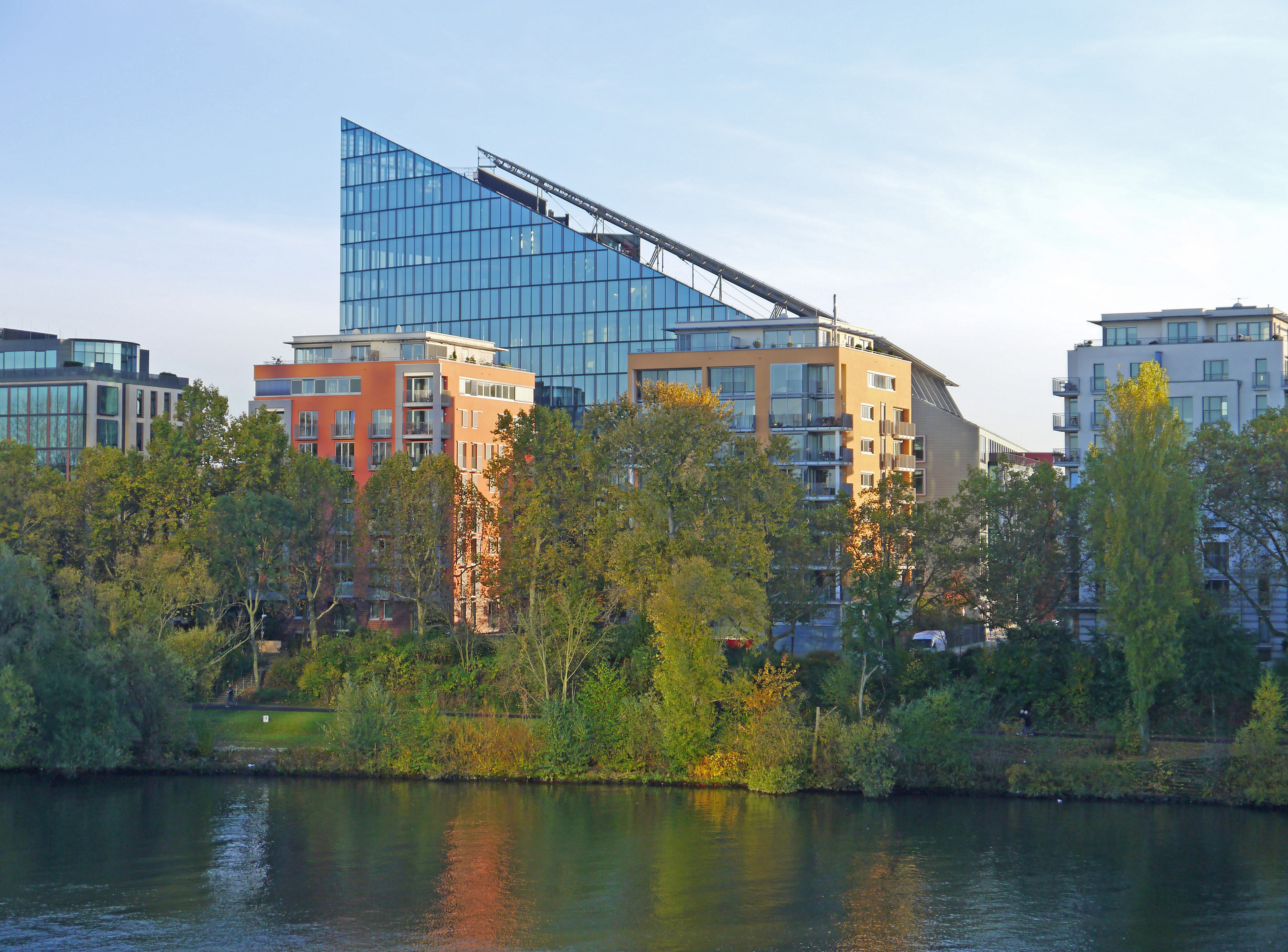
„Punkthäuser“ und Main Triangel, Ansicht vom nördlichen Mainufer

## Geschichte
Der Schlacht- und Viehhof ersetzte ein altes zentrales Schlachthaus am Dom. Er wurde 1882 bis 1885 auf Veranlassung der Frankfurter Metzgerinnung im westlichen, stadtnahen Teil des heutigen Viertels errichtet und 1884 eröffnet. Das Gelände, die Bleichwiesen, lag zuvor auf dem Niveau des heutigen Tiefkais und wurde für den Bau des Schlachthofs um drei bis sechs Meter aufgeschüttet. Zwischen 1896 und 1902 wurde der Schlachthof um das Dreifache erweitert und erreichte so seine endgültige Ausdehnung. Von Beginn an bestand ein Eisenbahnanschluss. Bis 1913 entstand im Zuge des Osthafen-Baus die Deutschherrnbrücke. Der Schlacht- und Viehhof wurde als Regiebetrieb der Stadt Frankfurt geführt. Er war einer der modernsten und größten in Europa. Frankfurt wurde zu einem Hauptumschlagplatz des Viehhandels in Süddeutschland.
Nach starken Zerstörungen durch Fliegerbomben bei den Luftangriffen im Zweiten Weltkrieg und dem Wiederaufbau bis in die 1960er Jahre florierte der Schlachthof zunächst erneut. Durch Veränderungen und Konzentrationsprozesse im Fleisch- und Viehmarkt kam es seit den 1970er Jahren zu Stilllegungen. 1984 begann die Planung eines deutlich kleineren Kompaktschlachthofs, der bis 1988 am östlichen Rand des Geländes entstand. Dort waren alle Funktionsbereiche des Schlachthofs unmittelbar benachbart in einem geschlossenen Gebäudekomplex untergebracht. Andere Gebäude wurden abgerissen, umgenutzt oder lagen brach. Im westlichen Teil fand zwischen 1984 und 1989 samstags der Flohmarkt statt. 1987 gab es einen Architektenwettbewerb zur Errichtung eines Behördenzentrums im westlichen Geländeteil.
Viele Gründe hatte dann das Aus des Schlachthofs: Tiertransporte wurden eingeschränkt, eine neue Kläranlage wäre notwendig geworden, die Mehrheitsverhältnisse in der Stadt änderten sich, die Zahl des Schlachtviehs in Südhessen ging stark zurück. Die Stadt Frankfurt beschloss die Anlage eines Wohn- und Gewerbegebiets an seiner Stelle. Ein erster städte- und wohnungsbaulicher Ideenwettbewerb dazu fand 1990 statt. Auf ca. 12 ha sollten etwa 1200 Wohnungen und 40.000 m² Bruttogeschossfläche für nicht störendes Gewerbe in „stadttypischer Durchmischung“ entstehen. Die Büronutzung sollte im östlichen Teil des Geländes überproportional sein, um die Kosten der geplanten Verlegung des kurz zuvor dort neu errichteten Kompaktschlachthofs durch höhere Renditen zu amortisieren. Den städtebaulichen Teil des Wettbewerbs gewannen Jo Frowein und Markus Löffler aus Stuttgart. Ihr Entwurf wurde für die Bebauung des Viertels maßgeblich. 1993 stellte der Schlachthof seinen Betrieb ein. Ein Bürgerbegehren gegen seine Schließung scheiterte 1994 vor dem Hessischen Verwaltungsgerichtshof. Am 27. September 1995 begann der Bau des Deutschherrnviertels mit dem ersten Spatenstich für eines der Punkthäuser am Mainufer.